# برنامه‌نویسی (موسیقی)
برنامه‌نویسی (انگلیسی: Programming) نوعی شکل از تولید و اجرای موسیقی با استفاده از دستگاه‌های الکترونیکی و نرم‌افزار‌های کامپیوتری مانند سیکوئنسرها، ورک‌استیشن‌ها، سینث‌سایزر‌ها، سمپلرها و سیکوئنسرهای سخت‌افزاری برای ایجاد صداهای سازهای موسیقی است. این صداهای موسیقایی از طریق زبان‌های کدگذاری موسیقی ایجاد می‌شوند. زبان‌های برنامه‌نویسی موسیقی متنوع هستند و از نظر پیچیدگی متفاوتند. برنامه‌ریزی موسیقی به‌طور گسترده‌ای در موسیقی پاپ و راک مدرن از مناطق مختلف جهان و گاهی در موسیقی جاز و کلاسیک معاصر استفاده می‌شود. این روش در دهه ۱۹۵۰ محبوبیت پیدا کرد و از آن زمان در حال پیشرفت است.
این فرایند شامل تولید صدا یا «پچ» (چه از ابتدا و چه با استفاده از سینث‌سایزر/سمپلر) یا استفاده از سیکوئنسر برای ترتیب‌بندی ترانه است.